# پل پالمر (شناگر)
پل پالمر (به انگلیسی: Paul Palmer) (زادهٔ ۱۸ اکتبر ۱۹۷۴) شناگر اهل بریتانیا است.